# Kétamine
La kétamine est un psychotrope utilisé comme anesthésique injectable. Elle est aussi employée comme analgésique, sédatif, et en médecine vétérinaire.
Aux États-Unis, elle est commercialisée depuis mars 2019 comme antidépresseur sous le nom de « Spravato » (laboratoires Janssen), en spray nasal. L’Agence Européenne du Médicament a autorisé son usage dans ce cadre la même année. En 2025, le Spravato est en usage dans de nombreux pays.
D'un point de vue pharmacologique, elle est une amine dissociative qui agit comme inhibiteur du glutamate au niveau des récepteurs NMDA, mais son effet est dû principalement à la conséquence du blocage de ces récepteurs, à savoir l'activation maintenue de récepteurs AMPA. Elle est très proche de la phéncyclidine (PCP) et ressemble au dextrométhorphane au niveau pharmacologique.
Elle fait partie de la liste modèle des médicaments essentiels de l'Organisation mondiale de la santé (liste mise à jour en avril 2013).
En psychopharmacologie, la kétamine fait l'objet de recherches pour son puissant effet antidépresseur. Les résultats étaient encore incomplets (pour l'obtention de l'AMM, dans cette indication) en 2017, malgré des indices d'efficacité datant de plus de vingt ans,, ; ils sont documentés de façon plus approfondie, et l'agence américaine des produits alimentaires et médicamenteux (FDA) et l'Agence de régulation européenne les ont approuvés dans le traitement de la dépression.
La kétamine est aussi prise de manière récréative pour ses fortes propriétés psychodysleptiques, notamment dans les rave parties.
Généralement, l’utilisation de kétamine correspond à une recherche d’expérience ponctuelle.
Plus rarement, la kétamine crée une dépendance ; chez les consommateurs souffrant d'une addiction, les prises sont quotidiennes et induisent des complications.
Les risques majeurs proviennent de la kétamine issue du marché noir, coupée avec des adultérants. Ce sont les accidents cardio-vasculaires, les troubles respiratoires, et surtout les blessures et les accidents dus à la confusion et au trouble de l'équilibre, ainsi que les risques provenant de l'anesthésie. Le risque principal d'un point de vue psychologique est un syndrome psychotique aigu, qui disparaît généralement après plusieurs heures, ou plusieurs jours. Certains évoquent le « K-hole », il se manifeste lors de prises de doses importantes du produit. Il résulte une déconnexion totale de l’usager avec son environnement qui lui apparaît alors comme inconnu. Il est dissocié de tous ses sens corporels et des hallucinations mentales apparaissent. Cet état peut être déstabilisant, angoissant et traumatisant pour une majorité d’usagers qui préfère l’éviter. Il est généralement considéré que cet état résulte d’une surdose. Cependant il est aussi recherché par une partie des consommateurs. Notamment lorsque la kétamine est injectée, cette pratique est réalisée presque systématiquement dans la volonté d’atteindre ce « k-hole ».

## Médecine humaine

### Anesthésie
La kétamine est une molécule quotidiennement utilisée par les médecins anesthésistes-réanimateurs et urgentistes. Chez l'être humain, même à des doses importantes, elle provoque peu de variations hémodynamiques et permet de maintenir une ventilation spontanée relativement efficace ainsi que des réflexes de toux. Elle s'utilise pour ses propriétés hypnotiques à forte dose (1 à 2 mg/kg IV) lorsqu'une induction d'anesthésie générale est nécessaire en vue d'une intubation chez des patients instables sur le plan hémodynamique (par exemple patients victimes d'accidents de la route en état de choc). À plus faible dosage (< 0,3 mg/kg IV), elle est utilisée comme antalgique majeur, en adjonction ou remplacement de la morphine (par exemple soulagement d'un patient avec une fracture de membre chez qui l'on souhaite éviter la dépression respiratoire induite par la morphine ; mise en place d'un drain thoracique en complément d'une anesthésie locale). Toujours sur le plan de la douleur elle possède des propriétés anti-hyperalgésiques qui vont conduire à diminuer l'incidence des douleurs chroniques post-opératoires.
Elle est utilisée en anesthésie de guerre et dans les situations où il n'existe pas de matériel de réanimation ou de personnel expérimenté, en particulier dans le tiers monde. Elle est également utile lors d'interventions en haute altitude, où les opioïdes exercent une dépression respiratoire trop importante pour la pression partielle en oxygène, qui nécessite des infrastructures importantes.[réf. souhaitée]
Dans ces pays, elle est particulièrement utilisée pour la chirurgie en urgence ou la césarienne.[réf. souhaitée]
Elle provoque une anesthésie dite « dissociative » (dissociation entre le cortex frontal et le reste du cerveau) responsable des rêves, ainsi que des possibles hallucinations lors de la période de réveil. Les hallucinations ne sont pas systématiques, et peuvent être atténuées par l'administration concomitante d'autres drogues comme les benzodiazépines. Les hallucinations sont également moins fréquentes chez les petits enfants et les personnes âgées.
Même en présence de personnel expérimenté, elle est aussi employée en raison de son coût plus faible que les autres analgésiques, dont le prix les rend inaccessibles aux pays en voie de développement.[réf. souhaitée]

### Dépression
Elle constitue la première évolution majeure dans le traitement de la dépression depuis le Prozac. Elle est commercialisée depuis mars 2019 sous le nom de « Spravato » (Laboratoires Janssen). En octobre 2018, ce même laboratoire a déposé une demande d'autorisation de mise sur le marché auprès de l’Agence européenne des médicaments. Selon le docteur Michaël Barde, psychiatre à la clinique du Château de Garches, « cette molécule représente une avancée extraordinaire car elle engendre un changement complet de paradigme dans le traitement de la dépression ». Ses propriétés antidépressives étant maintenant bien documentées, la kétamine révolutionne la prise en charge de la dépression sévère. Cette grande efficacité à court-terme serait potentiellement liée à l'activité sur des récepteurs NMDA,,,,.
Contrairement aux autres antidépresseurs la kétamine se fixe sur les récepteurs NMDA au glutamate ce qui lui confère des propriétés extraordinaires.
En France, elle est administrée par des services hospitalo-universitaires spécialisés comme le département de psychiatrie de la Pitié-Salpêtrière et à l'hôpital Sainte-Anne à Paris. Des protocoles de recherche sont menés dans ces services pour comprendre les processus associés à l'effet antidépresseur de la kétamine.
Par ailleurs, la kétamine possède aussi un effet anti-suicide quasiment immédiat. Le docteur Pierre de Maricourt, chef de service de psychiatrie au centre hospitalier Sainte-Anne, à Paris, indique ainsi : « Dès 40 minutes après l’injection, la diminution du risque suicidaire est très significative ».
Son mécanisme reposant sur le système glutamatergique, par opposition à monoaminergique pour les antidépresseurs conventionnels, en fait une nouvelle possibilité de traitement pour les personnes résistantes aux monoamines, c'est-à-dire un tiers des malades. De plus, son effet antidépresseur à court terme pourrait être intéressant en cas de crise suicidaire, les antidépresseurs ISRS n'agissant par exemple qu'après un délai de plusieurs semaines.
Des recherches sont actuellement menées sur son utilité pour traiter aussi la douleur, l'alcoolisme, et la dépendance à l'héroïne et aux autres opiacés. Dès 2009, l'efficacité de la kétamine pour le traitement de ces pathologies est rapportée par le docteur Chambon dans son ouvrage La médecine psychédélique - Le pouvoir thérapeutique des hallucinogènes aux Éditions Les Arènes, notamment en Russie où les expériences spirituelles vécues sous kétamine créent une libération vis-à-vis de l'alcool.
Toutefois, la revue médicale française Prescrire rapporte en mars 2022 que l'évaluation clinique de l'eskétamine par voie nasale (Spravato), centrée sur deux essais chez des patients adultes hospitalisés en urgence, montre un effet incertain sur les symptômes dépressifs, un surcroît de comportements auto-agressifs, et une augmentation des tentatives de suicide dans les semaines qui suivent. Un suivi de pharmacovigilance après une année de commercialisation aux États-Unis confirme un risque inquiétant d'idées suicidaires et de suicides avec l'eskétamine.

### Lutte contre la douleur
Cette molécule est utile pour ses effets antalgiques. En effet, ses propriétés anti-hyperalgésie préviennent la tolérance aiguë aux morphiniques et limitent l'apparition de phénomènes douloureux chroniques (allodynie péri-cicatricielle). [réf. souhaitée]Ainsi la kétamine prend une part importante dans la pratique de l'anesthésie générale. Elle peut également avoir un intérêt dans une approche multimodale de certaines douleurs chroniques[évasif][réf. nécessaire]. Elle reste aussi utilisée en pédiatrie, pour de petites opérations chirurgicales et accessoirement pour le traitement de la migraine.[réf. souhaitée]

## Médecine vétérinaire

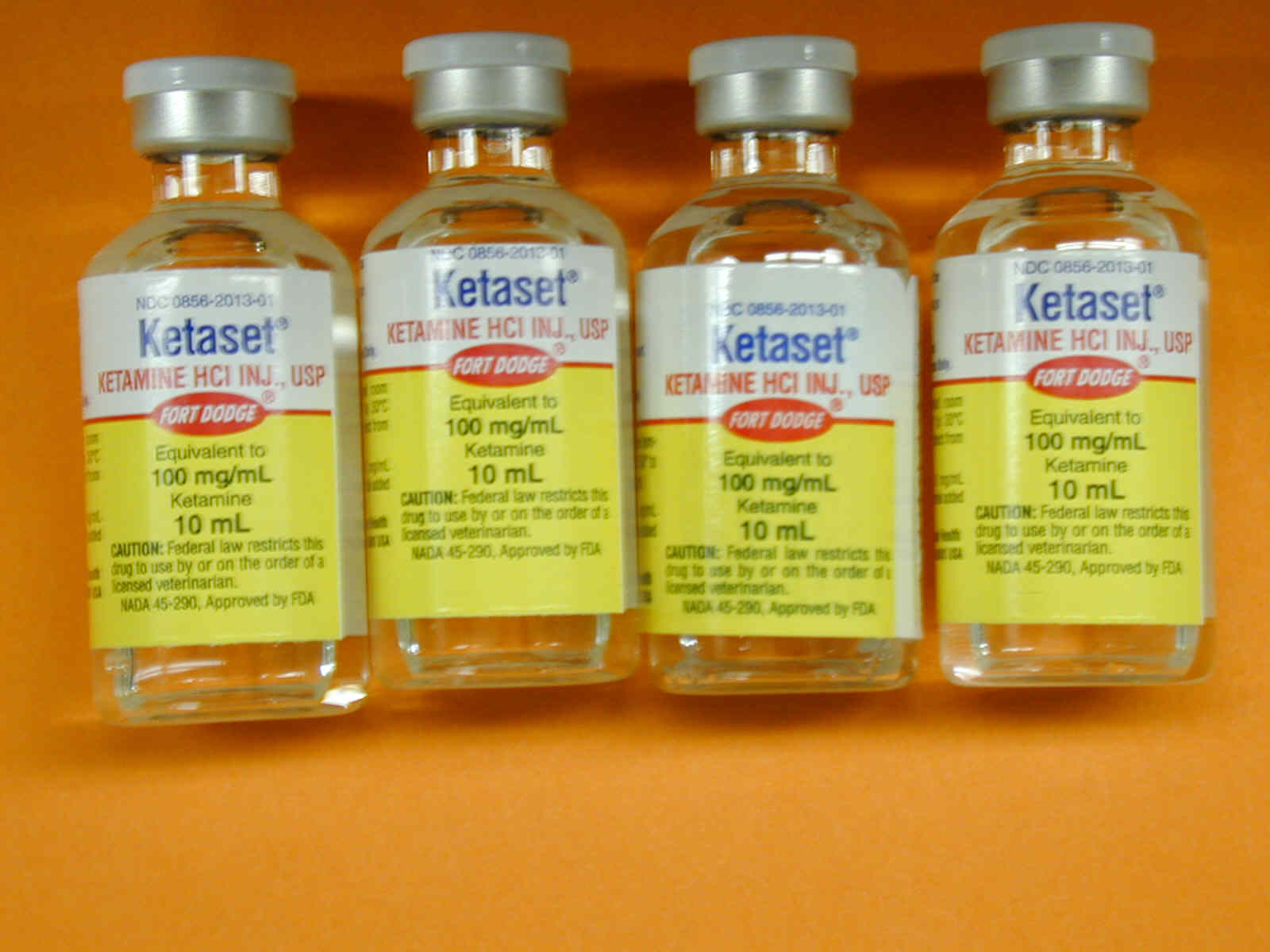
Flacons de kétamine vétérinaire, 10 mL.

En médecine vétérinaire, elle est utilisée aussi bien pour de grands animaux, comme les chevaux, que pour des opérations chirurgicales sur de plus petits animaux, notamment pour anesthésier chiens, chats, lapins, furets, rats.
La kétamine est particulièrement adaptée aux interventions de courte durée, c’est-à-dire inférieures à trente minutes, ou pour une induction avant une anesthésie gazeuse (relais avec de l'isoflurane par exemple). Elle est souvent employée lors de castrations.
Des injections répétées ou une perfusion en intraveineuse vont permettre de prolonger l’anesthésie pendant plusieurs heures. La kétamine n’est généralement pas utilisée seule : il est en effet conseillé d'associer le produit à des anesthésiques injectables ou inhalés, spécifiquement pour des anesthésies douloureuses.
Le relâchement musculaire requis pour les procédures chirurgicales ne pouvant être obtenu avec la kétamine seule, des myorelaxants supplémentaires doivent être utilisés en parallèle. Pour améliorer l'anesthésie ou en prolonger les effets, la kétamine peut être associée à des agonistes des récepteurs α2. Lorsque l’on souhaite opérer sous anesthésie générale, il est nécessaire de procéder à une anesthésie fixe (agents injectables uniquement), éventuellement transitoire et sans relais gazeux, pour coucher l’animal.
L’utilisation d'un cathéter intraveineux est fortement recommandée pour administrer sans danger et de manière efficace des doses supplémentaires. Chez le cheval, trois agonistes des récepteurs alpha2 associés à la kétamine sont cités : la détomidine, la xylazine et la romifidine. Ces trois associations sont injectées en intraveineuse (pose d’un cathéter, plus facile pour prolonger l’anesthésie). Ces derniers ont pour effet de diminuer la libération de noradrénaline, provoquant une inhibition du système parasympathique, et induit une diminution de la vigilance, de la nociception et du tonus musculaire. Ils jouent donc le rôle de myorelaxants, ou sédatifs.
La kétamine peut également être associée au diazépam (Valium) lors de l’induction de l’anesthésie générale. La kétamine dispose de deux modes d’administration principalement en médecine vétérinaire : par voie intraveineuse (IV) et intramusculaire (IM). La voie intraveineuse nécessite une dose initiale moins importante qu’en intramusculaire (1 à 4,5 mg/kg contre 6,5 à 13 mg/kg). Une injection intraveineuse de 2 mg/kg détermine une anesthésie durant 5 à 10 min, tandis que pour une intramusculaire, une dose de 10 mg/kg provoque une anesthésie durant 12 à 25 min. L’injection en intraveineuse doit être pratiquée lentement, afin d’éviter une dépression respiratoire.
Une injection en IV sous-entend également d’être confronté à un animal qui n’est pas stressé et donc un accès facile à la veine jugulaire à l’encolure chez le cheval. En IV, l’induction de l’anesthésie est enfin plus rapide qu’en IM. C’est au vétérinaire d’aviser selon la situation quel mode d’administration il juge le plus judicieux.

## Chimie
À la sortie du système porte, lors de son passage dans le foie, la kétamine est métabolisée par des cytochromes du groupe P450, le CYP2B6 et le CYP3A4 par N-déméthylation en norkétamine (en), son principal métabolite (actif), à hauteur de 80 % environ. Ces transformations se produisent également -chez l'animal- dans les reins, et le tractus digestif. La kétamine semble être elle-même un effecteur des enzymes qui la métabolisent, exerçant ainsi une rétroaction,.
Cette dernière est elle-même hydroxylée en 6-hydroxynorkétamine (en) puis glucurono-conjuguée avant d'être éliminée par les urines et la bile. Sa demi-vie d'élimination est ainsi d'environ deux heures et demie. Certaines recherches semblent montrer une élimination (aussi appelée clairance) 20 % supérieure chez la femme.
Lors d'une prise par voie nasale, la biodisponibilité est de 50 % et de 20 % par voie rectale.
La voie nasale est souvent utilisée par les usagers de drogue, et elle présente un intérêt potentiel pour l'analgésie.
Elle fait partie de la famille des arylcyclohexylamines. L'atome de carbone qui porte la fonction amine et le groupe chlorophényle est stéréogène. La kétamine se présente donc sous forme de deux énantiomères, de configuration absolue R et S. La kétamine médicale se présente sous la forme de racémate ou sous la forme S énantiomériquement pure ou eskétamine. Dans les laboratoires clandestins, il n'est pas rare de la rencontrer sous la forme S, celle-ci ayant des effets plus appréciés par les consommateurs récréatifs.
Il est possible de synthétiser la kétamine à partir du bromocyclopentane et de l'ortho-chlorobenzonitrile.
Sous sa forme de chlorhydrate, elle se présente comme une poudre cristalline soluble dans l'eau, l'éthanol, le méthanol, faiblement dans le chloroforme et pratiquement pas dans l'éther. Les deux énantiomères de la base libre arkétamine ou R-kétamine et eskétamine ou S-kétamine sont respectivement dextrogyre et lévogyre. Le sens de rotation du pouvoir rotatoire est inversé dans les sels chlorhydrate, c'est-à-dire que le chlorhydrate d'arkétamine est lévogyre tandis que celui d'eskétamine est dextrogyre. Comme le chlorhydrate d'eskétamine est un composé de base médical, des cliniciens ont pris l'habitude de le noter « S-(+)-kétamine », ce qui peut provoquer une certaine confusion si on ne sait pas que cette notation réfère obligatoirement au chlorhydrate et ainsi également pour la notation « R-(–)-kétamine » qui correspond au chlorhydrate d'arkétamine.

## Pharmacologie

### Pharmacocinétique
La kétamine est plutôt bien absorbée dans le tube digestif, grâce à une grande liposolubilité.[Interprétation personnelle ?]
Elle se lie en revanche faiblement aux protéines plasmatiques (20 %) et subit un fort effet de premier passage hépatique, ce qui lui confère une mauvaise biodisponibilité orale (17 %).

### Pharmacodynamie
D'un point de vue psychopharmacologique, il s'agit d'un inhibiteur des récepteurs NMDA du glutamate. Cet effet est observé principalement au niveau du thalamus, de l'hippocampe et du cortex préfrontal, ce qui explique ses effets importants sur la mémoire et la conscience.
Elle induit une dépression thalamonéocorticale et une stimulation limbique. Elle déconnecterait les circuits émotionnels impliqués dans la transmission de la douleur.
La kétamine est un anesthésique à part, cliniquement et d'un point de vue pharmacologique.
Elle est fondamentalement différente d'autres hypnotiques ou agents analgésiques comme le fentanyl et les analgésiques opioïdes, les barbituriques ou les benzodiazépines. En effet, l'anesthésie sous kétamine est qualifiée de « dissociative » et, à l'exact inverse des anesthésiques courants, produit une hypertonie musculaire dose-dépendante, un nystagmus, et induit la conservation des réflexes cornéens et photomoteurs comme le myosis photo-induit. Parfois, une agitation est constatée, et souvent, lors de son emploi en anesthésie, l'on utilise une association avec une benzodiazépine, pour inhiber les hallucinations et l'hypertonie musculaire, lesquelles sont parfois traumatisantes pour le patient, et dangereuses lors d'une opération chirurgicale.
Utilisée à des doses anesthésiques, la kétamine stimule le système circulatoire plutôt que le ralentir et présente ainsi des propriétés hypotensives moindres, contrairement aux benzodiazépines ou aux opioïdes, ce qui induit une hypotension péri-opératoire moins fréquente.
De plus, elle est beaucoup moins propice à provoquer une dépression respiratoire ou cardiaque que d'autres antalgiques tels que les morphiniques. Il est ainsi possible de pratiquer une anesthésie sous kétamine sans prendre de mesures de contrôle des voies aériennes. Cependant, cette pratique est de moins en moins courante en France à cause des propriétés psychotropes de la kétamine, qui peut provoquer des hallucinations chez les patients.

#### Effets à court terme
On observe en général une phase hallucinatoire, dose-dépendante, selon une relation linéaire, qui affecte les sens, le jugement et la coordination motrice pendant quatre à six heures.
À fortes doses, elle provoque des altérations de la respiration et peut aussi induire une perte de connaissance voire un coma.
Des hallucinations et plus généralement des effets psychédéliques sont présents à des doses sub-anesthésiques. Les hallucinations peuvent être ressenties comme traumatisantes, ce qui motive souvent l'emploi associé de benzodiazépines en anesthésiologie.
Sans surveillance médicale, le K-Hole peut mener à une dépression respiratoire, au coma, et à la mort en cas de doses importantes.
L'impression de dissociation entre le corps et l'esprit laisse l'usager sans défense, doublée de l'effet analgésique. Ainsi un usager de kétamine peut se blesser sans en prendre conscience.
En cas de nausées ou de vomissements, un risque d'étouffement par fausse route est possible du fait de l'incoordination motrice qu'entraîne le produit.
La « descente » — fin des effets — est subite et brusque.
Les patients traités à la kétamine rapportent des expériences d'états altérés de conscience (expérience de dédoublement), alors qu'ils étaient sous anesthésie. De tels effets secondaires psychodysleptiques ont rendu son usage moins fréquent.
En tant qu'anesthésiant, elle pose d'autres problèmes comme l'absence de profondeur de l'anesthésie et des effets secondaires comme des migraines, des nausées, des vomissements, une confusion ou une sensation d'irréalité sont décrits.

#### Effets à long terme
Les données cliniques concernant l'usage à long terme de la kétamine ne sont pas complètes ; en effet, la kétamine est un psychotrope de synthèse relativement récent.
La kétamine semble être neurotoxique, affectant gravement le développement neuronal chez le rongeur,, provoquant des anomalies de la microstructure de la substance blanche chez le singe.
Cet effet neurotoxique important semble majoré au jeune âge, provoquant ainsi chez de nombreux modèles animaux des changements de la structure cérébrale,. La kétamine passe la barrière placentaire,, et semble être extrêmement toxique pour le fœtus humain, provoquant des anomalies de croissance, une hypotonie post-natale et une aréflexie,.
Elle peut provoquer une forte dépendance psychique.
Il existe un effet retour ou flash back qui replace brièvement l'usager dans l'état généré par la consommation de kétamine sans en consommer, et ce plusieurs mois après la dernière prise.
Elle entraîne également une inflammation sévère des voies urinaires et plus particulièrement de la vessie. Cela peut aboutir à une nécrose papillaire, une insuffisance rénale et à une diminution de la capacité vésicale secondaire à une cystite interstitielle chronique (aseptique). Les symptômes sont alors des douleurs et brûlures urinaires associées à une pollakiurie sévère. L'arrêt de la prise de kétamine permet d'améliorer les symptômes mais des cas de diminution définitive de la taille de la vessie ont été rapportés ayant nécessité de remodeler la vessie avec du tube digestif (agrandissement vésical).
Cette importante toxicité à long terme contraste avec une relative innocuité lors d'un usage ponctuel, lors de l'anesthésie par exemple.
À long terme, les propriétés antidépressives de la kétamine semblent plafonnées.

### Interactions
L'utilisation combinée de kétamine avec d'autres produits peut être dangereuse. L'alcool, notamment, augmente les risques de dépression respiratoire et ajoute aux effets à long terme de la kétamine ceux de l'alcool.

### Effets et conséquences

#### Effets recherchés
- Altération de la perception de l'environnement et de la réalité : sensation que son environnement est irréel.
- Sensation de chaleur.
- Légère euphorie.
- Sensation d'apaisement, de flottement (cotonneux) et de tranquillité (effet sédatif).
- Diminution de l'anxiété (effet anxiolytique).

#### Effets à court terme
- Ralentissement de la fréquence cardiaque (bradycardie) et respiratoire[47].
- Hypotension artérielle[47].
- Somnolence.
- Perte de coordination et de l'équilibre[22].
- Nausées, vertiges, vomissements (surdose)[47].
- Perte de connaissance et/ou perte de conscience (K-Hole), évanouissement ou coma (surdose)[47].

## Usage détourné
La kétamine vendue illégalement provient de sources légitimes détournées, mais elle est aussi synthétisée dans des laboratoires clandestins. Elle se présente soit sous la forme d'une poudre cristalline, soluble dans l'eau ou dans l'alcool, soit sous forme liquide.
Les modes d'usage les plus répandus sont l'inhalation communément appelé le « sniff » et l'ingestion après dilution dans un liquide, comme de l'eau ou de l'alcool.
Mais il est aussi possible de l'ingérer sous forme solide, en injection intraveineuse et intramusculaire ou en plug anal.
En octobre 2022 est annoncée la découverte d'un dérivé de la kétamine, la CanKet, utilisée comme drogue à Canberra, en Australie,.

## Histoire et société

### Historique

Dans une enquête de 2011 auprès de 292 experts cliniques en Écosse, la kétamine a été classée 10e pour le préjudice personnel et pour le préjudice causé à la société, sur 19 drogues récréatives courantes (voir aussi à ce sujet : Classification des psychotropes).

Elle a été synthétisée pour la première fois par Calvin Stevens (en) en 1962 pour les laboratoires Parke-Davis.
Ces laboratoires étaient à la recherche d’un agent anesthésique « parfait », plus pratique que les morphiniques, avec moins d'effet secondaires, notamment sur la fonction respiratoire, et possédant des propriétés analgésiques.
Dans la famille des cyclohexylamines, la phéncyclidine (PCP) est découverte en premier, et testée sur des singes, puis sur l'humain pour la première fois en 1958. Malgré une analgésie significative, des effets secondaires importants — comme l'agitation ou l'apparition de convulsions — furent immédiatement rapportés. La PCP fut alors utilisée majoritairement comme anesthésique vétérinaire, et fit l'objet d'un trafic important pour ses fortes propriétés stupéfiantes.
Isolée parmi de nombreux dérivés de la PCP par Calvin Stevens, la kétamine fut testée sur des prisonniers, puis sur de nombreux sujets, conduisant à sa mise sur le marché (pour la médecine humaine et vétérinaire) en 1966. Sa commercialisation se fit dès 1969 aux États-Unis. Le professeur Edward Domino la décrit alors comme « anesthésiant dissociatif ».
La kétamine fut utilisée durant la guerre du Viêt Nam sur de nombreux soldats, augurant ainsi le début de son usage en médecine de catastrophe, et de son usage toxicomaniaque dans un contexte de révolution psychédélique, à la suite de la publication en 1978 d'ouvrages de trip-report.
Ses indications se précisèrent dans le courant des années 1970, et l'on commença à associer des benzodiazépines comme le diazépam à la kétamine pour limiter ses effets secondaires psychodysleptiques, association encore largement utilisée de nos jours,.
Sa pharmacocinétique fut explorée et ses indications de choix furent posées : (asthme aigu grave, grands brûlés, urgence et situation de crise, traumatismes crâniens avec augmentation de la pression intracrânienne).
Cependant, ses effets hallucinogènes et psychédéliques et sa supplantation par d'autres hypnotiques, comme le midazolam conduisirent à sa mise à l'écart pendant plus de cinquante ans.
Classée au tableau III des stupéfiants aux États-Unis dès 1999 et au tableau B des stupéfiants en France en 2001 par arrêté, la kétamine a connu un regain d'intérêt dans les années 2000, dans le cadre d'une prise en charge algologique multimodale.
Son usage en algologie représente une hypothèse de travail actuelle, mais se heurte à de nombreux effets secondaires.

### Législation
Dans de nombreux pays, la kétamine est considérée comme un stupéfiant, et son utilisation hors d'un cadre médical est répréhensible.

#### Canada
La kétamine est une substance inscrite à l'annexe I de la loi réglementant certaines drogues et autres substances. Des entreprises ont cependant cherché à obtenir une exception de Santé Canada pour développer des thérapies à base de kétamine.

#### États-Unis
La kétamine a été placée sur la liste III de la loi sur les substances contrôlées aux États-Unis en août 1999[réf. souhaitée]
Une polémique concernant son usage par Elon Musk apparaît lorsque celui-ci exerce des fonctions pour le compte de l’administration Trump en 2025. Le milliardaire affirme l’utiliser de manière sporadique pour réduire des états dépressifs.